# Nebalia kensleyi
Nebalia kensleyi is een kreeftachtigensoort uit de familie van de Nebaliidae. De wetenschappelijke naam van de soort is voor het eerst geldig gepubliceerd in 2005 door Haney & Martin.